# Mezőgyán
Mezőgyán es un pueblo ubicado en el distrito de Sarkad, en el condado de Békés, Hungría.

## Superficie
Posee una superficie de 59,87 kilómetros cuadrados.

## Demografía
Hasta 2019 la población era de 934 habitantes, con una densidad de población de 15,60 habitantes por kilómetro cuadrado.